# سكاي لاب

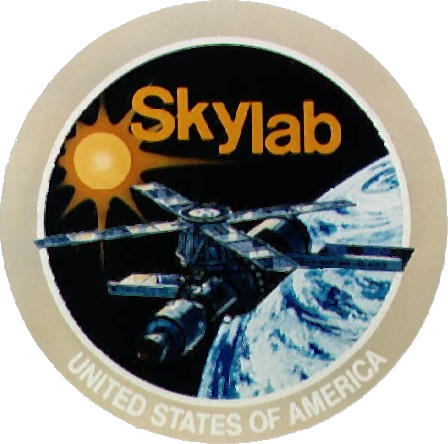
شعار سكاي لاب

سكاي لاب أو مختبر السماء (بالإنجليزية: Skylab) هي أول محطة فضاء تطلقها الولايات المتحدة الأمريكية. كما هي المحطة الوحيدة التي أطلقتها الولايات المتحدة دون مساهمة دول أخرى. وتعتبر سكاي لاب ثاني محطة فضائية تدور في مدار الأرض.

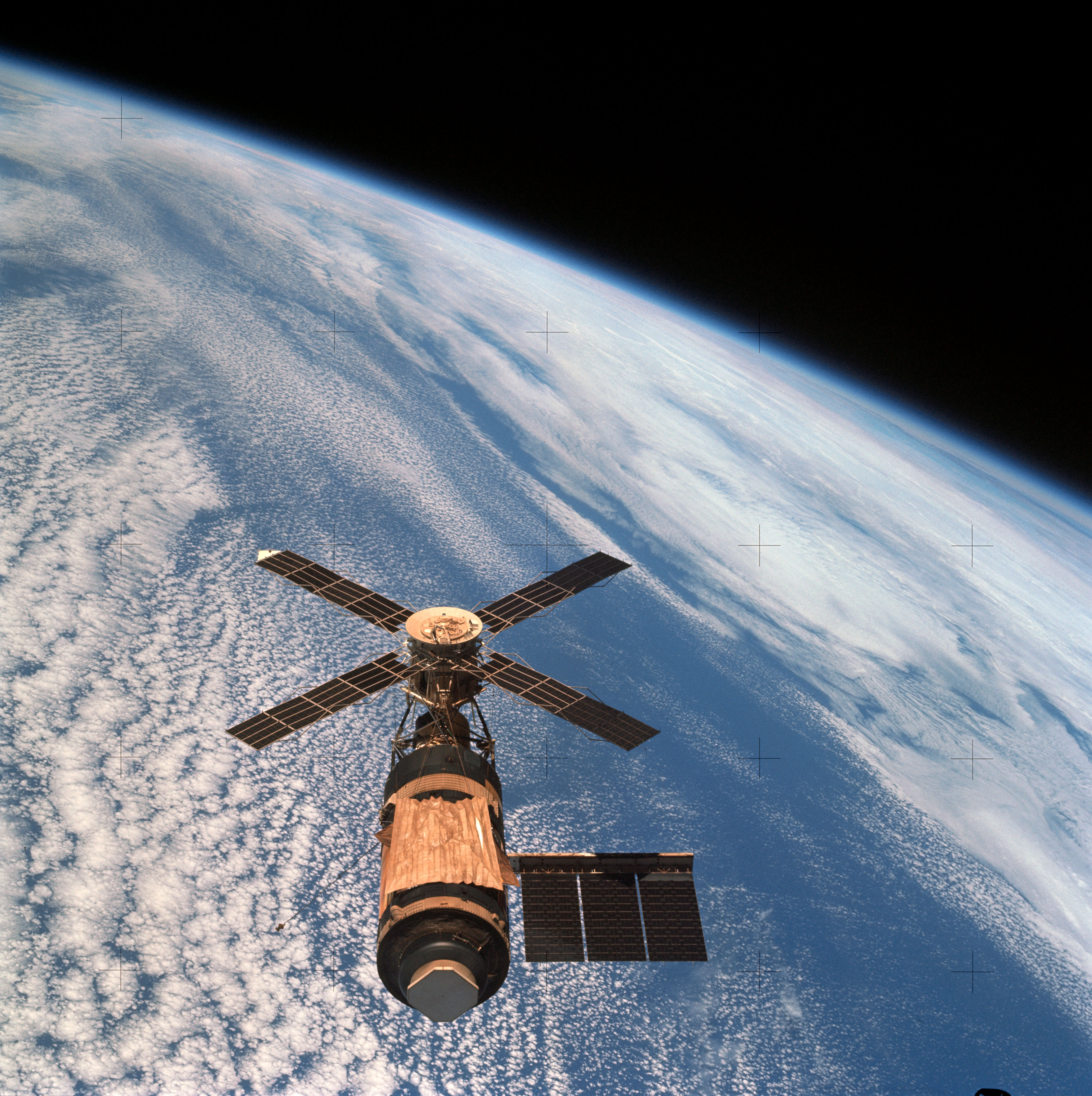
صورة فضائية للمحطة سكاي لاب

تم إطلاق سكاي لاب في 14 مايو 1973 ليدور حول الأرض على ارتفاع 435 كم عن سطح الأرض. وتعرض المختبر حين إطلاقه لعدد من المشاكل أهمها انفصال وتحطم معظم الخلايا الشمسية مما عرضه لنقص حاد في الكهرباء. وقد تم إصلاح المختبر في أول رحلة مأهولة إليه في 25 مايو 1973. وقد تبعها رحلتان مأهولتان في 28 يوليو 1973 و16 نوفمبر 1973. وتم إخلاءه من رواد الفضاء في 8 فبراير 1974. خلال هذه الفترة دار المختبر 2476 مرة حول الأرض في 171 يوم و 13 ساعة. أقيمت فيه 2000 ساعة من الاختبارات العلمية والطبية التي تهدف إلى معرفة تأثير أنعدام الجاذبية على رواد الفضاء. وفي 11 يوليو عام 1979 فقد سكاى لاب ارتفاعه ودخل إلى غلاف الأرض وسقط.

## نظرة عامة
حتى عام 2020، كانت سكاي لاب المحطة الفضائية الوحيدة التي أدارتها الولايات المتحدة دون شركاء. خُطط إطلاق محطة فضائية دائمة في عام 1988، ولكن أُلغي التمويل واستُبدل المشروع باشتراك الولايات المتحدة في محطة الفضاء الدولية عام 1993.
بلغت كتلة سكاي لاب 90610 كيلوغرامات مع اتصال وحدة القيادة والخدمة لمركبة أبولو (CSM) بها، والتي تبلغ كتلتها 14000 كيلوغرام، وتضمنت المحطة ورشةً، ومرصدًا شمسيًا، بالإضافة إلى عدة مئات من أجهزة العلوم الفيزيائية وعلوم الحياة. أُطلقت المحطة غير مأهولة إلى مدار أرضي منخفض على متن الصاروخ ساتورن 5 المعدل ليكون شبيهًا بالصاروخ ساتورن أي إن تي 121، ولم تكن مرحلة S-IVB الثالثة متاحةً لأغراض الدفع بالصاروخ بسبب بناء الورشة المدارية منها. وكانت رحلة إطلاق سكاي لاب آخر رحلات هذا الصاروخ الذي اشتُهر بإطلاقه لبعثات أبولو المأهولة للهبوط على القمر. أُطلقت ثلاث مهمات متتالية لنقل ثلاث بعثات مأهولة، مكونة من ثلاثة رواد فضاء بكل بعثة، داخل وحدة القيادة والخدمة لأبولو على متن الصاروخ الأصغر ساتورن 1 بي. وفي آخر بعثتين مأهولتين إلى سكاي لاب، جهزت ناسا نسخةً احتياطيةً من الصاروخ ساتورن 1 بي مع وحدة الخدمة والقيادة لأبولو لتستخدم عند الحاجة إلى إطلاق مهمة إنقاذ مدارية، ولكن لم يُطلق هذا الصاروخ. وقعت تلفيات بالمحطة خلال عملية الإطلاق بعد تمزق درع النيازك الصغيرة بعيدًا عن الورشة، وأخذت في طريقها إحدى مصفوفات اللوحة الشمسية الرئيسية لتصطدم بالمصفوفة الرئيسية الأخرى. وحرم هذا الحادث سكاي لاب من أغلب طاقتها الكهربائية، بالإضافة إلى زوال نظام الحماية من الحرارة الشمسية الشديدة، ما هدد أن تكون المحطة غير صالحة للاستخدام. نشر الطاقم الأول مظلة حرارية بديلة حول المحطة، مع تحرير الألواح الشمسية المتحطمة لحماية سكاي لاب. وكانت هذه العملية أول عملية إصلاح بهذا القدر تُجرى في الفضاء.
تضمنت سكاي لاب تلسكوب أبولو المثبت (وهو مرصد شمسي متعدد الأطياف)، وعدة موائمات التحام مع منفذي التحام، وغرفةً معادلةً للضغط مع بوابات للنشاط خارج المركبة (EVA)، وورشةً مداريةً، ومساحةً للمعيشة داخل المحطة. تحصل سكاي لاب على طاقتها الكهربائية من المصفوفات الشمسية وخلايا الوقود الموجودة في وحدة القيادة والخدمة لأبولو الملتحمة بها. تضم مؤخرة المحطة خزانًا ضخمًا للمخلفات، وخزانات للمادة الدافعة المستخدمة في نفاثات المناورات، بالإضافة إلى مشعاع حراري. أجرى رواد الفضاء العديد من التجارب على متن محطة سكاي لاب خلال فترة عملها. وطور التلسكوب العلوم الشمسية بشكل كبير، وكانت عمليات رصده للشمس غير مسبوقة. التقط رواد الفضاء آلاف الصور للأرض، واستُخدمت حزمة جهاز الموارد الأرضية (EREP) في فحص الأرض من خلال مستشعرات لتسجيل البيانات في النطاق الطيفي للأشعة المرئية، والأشعة تحت الحمراء، والموجات الميكروية. قضى طاقم بعثة سكاي لاب 4 مدة 84 يومًا في المدار، محطمين الرقم القياسي آنذاك لأقصى مدة يقضيها البشر في المدار، والذي كان يبلغ 23 يومًا لطاقم بعثة سويوز 11 إلى محطة ساليوت 1 الفضائية الروسية.
أُعيقت الخطط اللاحقة لإعادة استخدام سكاي لاب بسبب التأجيلات في تطوير المكوك الفضائي، ولم تتمكن ناسا من إيقاف التدهور المداري لمدار سكاي لاب. بدأت عملية إعادة دخول الغلاف الجوي لسكاي لاب في يوم 11 يوليو 1979، وسط اهتمام من وسائل الإعلام في جميع أنحاء العالم. وقبل دخول الغلاف الجوي، حاولت وحدة التحكم الأرضي بوكالة ناسا تعديل مدار سكاي لاب لخفض خطر سقوط الحطام على المناطق المأهولة بالسكان، واستهدفت الوحدة سقوط المحطة في جنوب المحيط الهندي، ونجحت هذه العملية جزئيًا. انهمرت البقايا الحطامية على أستراليا الغربية، وبينت القطع التي استعادتها ناسا أن المحطة قد تفككت على ارتفاع أقل مما كان متوقعًا. ومع اقتراب نهاية برنامج سكاي لاب، تحول تركيز وكالة ناسا إلى تطوير المكوك الفضائي. تضمنت مشاريع محطة ومختبر الفضاء لوكالة ناسا برنامج المختبر الفضائي، وبرنامج شاتل مير، ومحطة فريدم الفضائية، ودُمجت هذه المشاريع جميعًا في مشروع محطة الفضاء الدولية.

## خلفية
توقع كل من مهندس الصواريخ فيرنر فون براون، وكاتب الخيال العلمي آرثر سي. كلارك، بالإضافة إلى بعض دعاة البعثات الفضائية المأهولة الأوائل، أن المحطة الفضائية ستكون خطوةً هامةً في مجال استكشاف الفضاء، وذلك حتى ستينيات القرن العشرين. ساهم فون براون في نشر سلسلة من المقالات المؤثرة بمجلة كولييرز، بين عامي 1952 حتى 1954، بعنوان «قريبًا سيغزو البشر الفضاء!». تصور فون براون تصميم محطة دائرية ضخمة بقطر 75 مترًا، والتي ستدور لتوليد الجاذبية الاصطناعية، وسيتطلب بناؤها في المدار أسطولًا مكونًا من مكوكات فضائية بكتلة 7000 طن. سيتضمن البشر المقيمين على متن المحطة، والذين يبلغ عددهم 80 شخصًا، علماء فلك يديرون أحد المراصد الفضائية، وعلماء طقس للتنبؤ بحالة الطقس، وجنودًا لأغراض المراقبة. توقع فون براون أن البعثات المستقبلية إلى القمر والمريخ ستنطلق من هذه المحطة. ولكن أدى تطوير الترانزستور، والخلايا الشمسية، والقياس عن بعد، في خمسينيات وأوائل ستينيات القرن العشرين، إلى تطوير الأقمار الاصطناعية غير المأهولة، والقادرة على التقاط صور فوتوغرافية لأنماط الطقس، أو الأسلحة النووية المعادية، ثم إرسالها إلى الأرض. ولهذا لم تعد فكرة المحطة الفضائية ضرورية لهذه الأهداف، واختار برنامج أبولو الأمريكي للهبوط بالبشر على القمر نظامًا لا يستدعي القيام بأي عمليات تجميع في المدار. ومع ذلك، ظلت فكرة إطلاق محطة فضائية صغيرة على متن صاروخ واحد لأغراض علمية محتفظةً بقيمتها.

### الدراسات الأولى
في عام 1959، قدم فون براون، رئيس قطاع عمليات التطوير بوكالة الصواريخ الباليستية للجيش، خططه النهائية لمشروع هورايزون إلى الجيش الأمريكي. وكان أهم أهداف هذا المشروع نقل البشر إلى القمر، وهي المهمة التي ستتولاها قريبًا وكالة ناسا التي كانت قيد التشكيل بسرعة بالغة آنذاك. وبالرغم من التركيز على البعثات القمرية، أوضح فون براون أيضًا، بشكل تفصيلي، بناء مختبر مداري مصنوع من المرحلة العليا لهورايزون، وفي فكرة استُخدمت في سكاي لاب. درس عدد من المراكز التابعة لوكالة ناسا عدة تصميمات متنوعة لمحطة فضائية في أوائل ستينيات القرن العشرين. بحثت هذه الدراسات بشكل عام في المنصات التي تُطلق على متن الصاروخ ساتورن 5، ثم الأطقم التي تُطلق على متن الصاروخ ساتورن 1 بي باستخدام وحدة القيادة والخدمة لأبولو، أو كبسولة جمناي التي تُطلق على متن الصاروخ تيتان 2 سي، وكانت الأخيرة أقل تكلفةً بشكل كبير في حالة عدم الحاجة إلى نقل البضائع. تباينت الاقتراحات بين محطة قائمة على مركبة أبولو بسعة شخصين إلى ثلاثة أشخاص أو «علبة» صغيرة تتسع لأربعة أشخاص وتعتمد على كبسولات جمناي في عمليات إعادة الإمداد، إلى محطة دوارة ضخمة بسعة 24 شخصًا وبفترة عمل تشغيلية تصل إلى خمسة أعوام. وُثق اقتراح لدراسة استخدام المرحلة الصاروخية ساتورن S-IVB لتكون مختبرًا فضائيًا مأهولًا في عام 1962 بواسطة شركة دوغلاس للطائرات.

### خطط القوات الجوية
تعاونت وزارة الدفاع الأمريكية (DoD) مع وكالة ناسا على نحو وثيق في العديد من المجالات الفضائية. وفي سبتمبر 1963، اتفقت ناسا مع وزارة الدفاع على التعاون في بناء محطة فضائية. ومع ذلك، أرادت وزارة الدفاع إنشاء وحدتها المأهولة الخاصة، وفي ديسمبر 1963، أعلنت الوزارة عن مشروع المختبر المداري المأهول (MOL)، وهي محطة فضائية صغيرة صُممت بشكل رئيسي لأغراض التصوير الاستطلاعي باستخدام تلسكوبات ضخمة يشرف على توجيهها طاقم مكون من شخصين. كانت المحطة بنفس قطر المرحلة العليا للصاروخ تيتان 2، وكانت ستُطلق حاملةً الطاقم في القمة داخل كبسولة جمناي المعدلة عن طريق إجراء قطع في الدرع الحراري أسفل الكبسولة لوضع بوابة لعبور الطاقم. نافست هذه المحطة ضد محطة وكالة ناسا الفضائية خلال الأعوام الخمسة التالية آنذاك، واقترح السياسيون ومسؤولون آخرون أن تشارك وكالة ناسا في هذا المشروع أو تستخدم التصميم الخاص.

## اقرأ أيضا
- ذراع نظام استشعار مكوك الفضاء
- محطة الفضاء الدولية
- مكوك الفضاء
- مركبة فضاء
- مركبة الهبوط على القمر
- جون هوارد دشر